# Stockholmsstilen

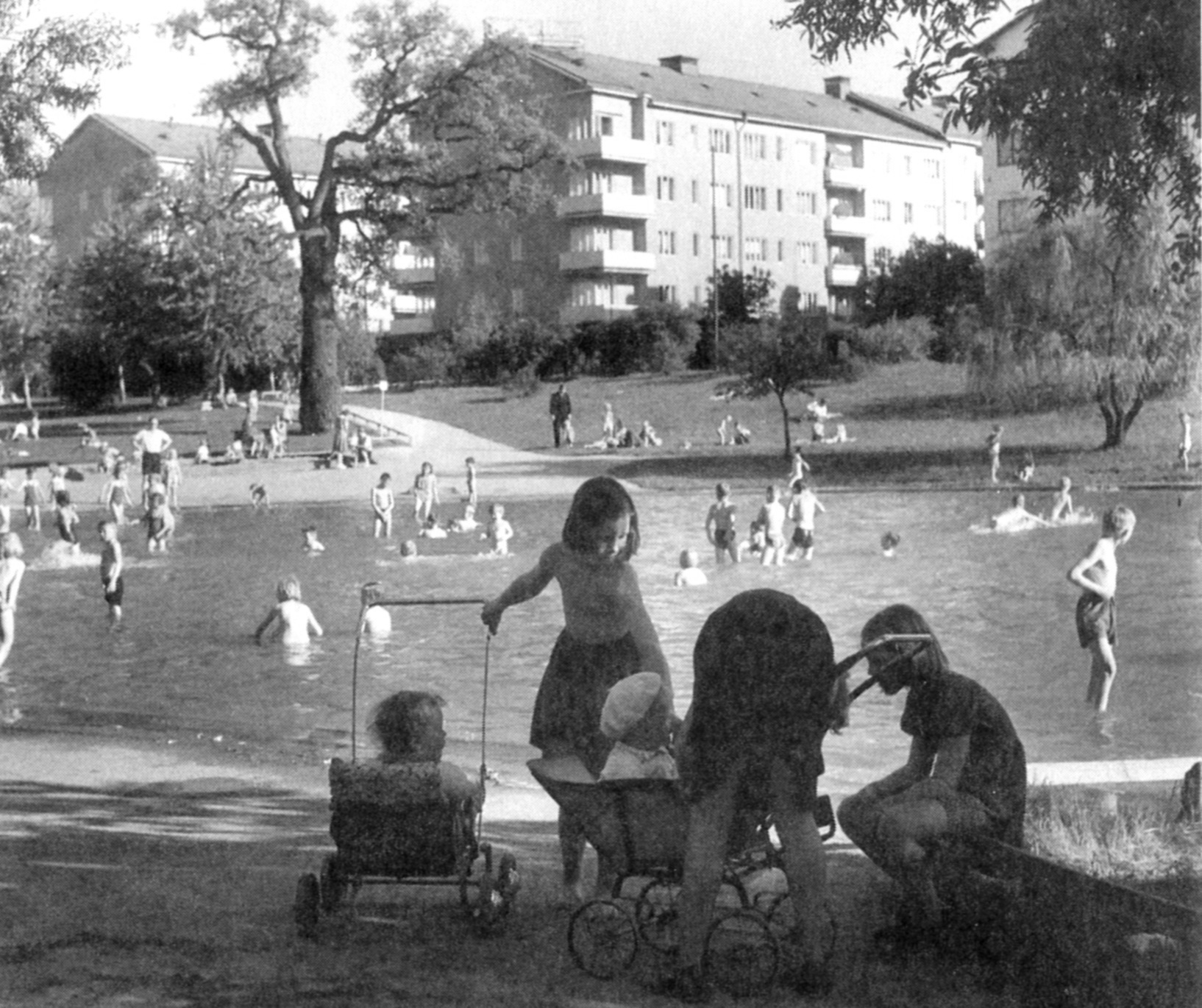
Fredhällsparkens plaskdamm, K.W. Gullers uppmärksammade fotografi från 1946.

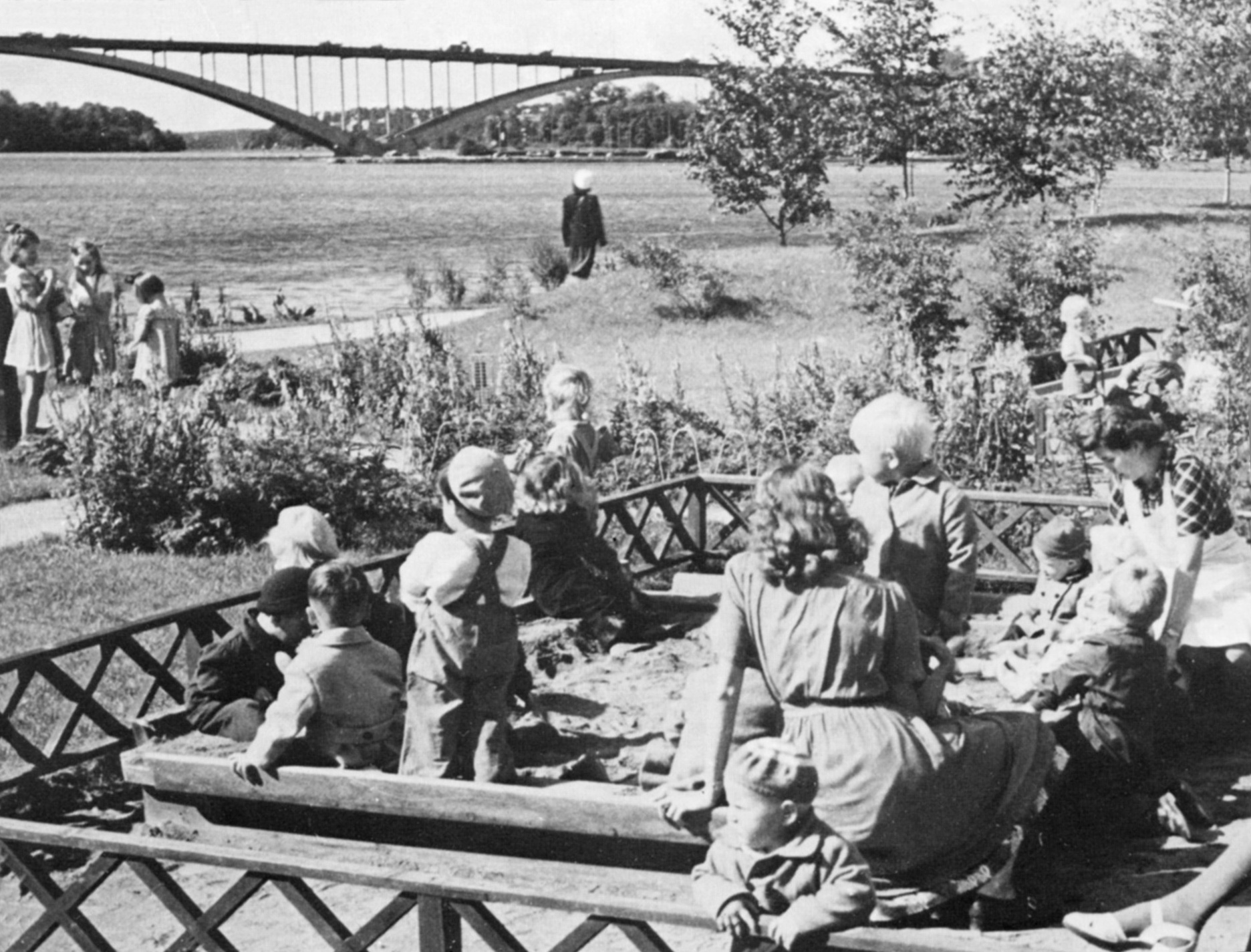
Parklek i nyanlagda Norr Mälarstrands strandpromenad, 1940-talet.

Stockholmsstilen eller Stockholmsskolan är en modernistisk stil som praktiserades vid gestaltningen av parker i Stockholm från slutet av 1930-talet och cirka 30 år framåt. Stockholmsstilen räknades på sin tid som världens mest progressiva parkpolitik.
I Holger Bloms klassiska parkprogram från 1946 sammanfattades den funktionalistiska synen på parkens uppgifter i Stockholms stadsbyggande, en stil som senare skulle kallas för Stockholmsstilen och som i hög grad var inspirerad av Bloms föregångare Osvald Almqvist. 
Ett berömd fotografi taget 1946 av fotografen K.W. Gullers hjälpte till att göra Stockholmsstilen internationellt känt. Motivet visar plaskdammen i Fredhällsparken och är en rofylld sommarscen med lekande och badande barn i ett landskap som kunde ligga långt utanför staden. Men flerfamiljshusen i bakgrunden berättar om att vi befinner oss i bebyggda trakter och mitt inne i en huvudstad. Bilden publicerades i facktidskrifter världen över och fick stor effekt. I en av de få böcker som beskrev 1900-talets trädgårdskonst och landskapsarkitektur (Peter Shepheards Modern Gardens från 1953) menade Shepheard: Stockholm has earned universal acclaim as a city of gracious landscape.
Stockholmsstilen skilde sig innehållsmässigt och formmässigt från de tidigare gestaltningsidéerna för stadens parker. Naturen och det regionala landskapet togs som estetisk utgångspunkt och parkerna blev en typ av stiliserad natur, även på platser där denna natur inte funnits tidigare. Parkerna sågs inte längre bara som gröna oaser som inbjöd till "finpromenader" utan även som aktiva stadsbyggnadselement där parken skulle vara en social rättighet för stadens invånare. Man skulle använda parkerna på ett aktivt sätt med lek, spel, samvaro, teater men även för demonstrationer. Den som framför allt utvecklade och genomförde dessa tankar var stadsträdgårdsmästaren Holger Blom och dennes medarbetare Erik Glemme. Enligt Holger Bloms principschema skulle parken "luckrar staden", "ger plats för friluftsrekreation", "vara samlingsplats" och "bevara natur och kultur".
Bland de första parkerna i Stockholmsstilen var Berzelii park som omgestaltades 1939, då ersattes det höga staketet kring Berns uteservering av en spegeldamm. Restaurangens musikpaviljong konstruerades så att parkbesökarna kunde både se och höra musiken. Erik Glemme ritade ett lätt flyttbart musikpodium med tak av markisväv. Glemme var även arkitekt bakom Mälarpaviljongen i parkstråket vid Norr Mälarstrand (se Norr Mälarstrands strandpromenad) och i ytterområden ritade han bland annat torget i Vällingby Centrum i Vällingby och Grynkvarnsparken i Johanneshov. När International Federation of Landscape Architects höll sin årskongress i Stockholm 1952 kunde Holger Blom visa upp staden med världens mest progressiva parkpolitik. Parklek och Parkteatern var viktiga delar i Stockholmsstilens park.

## Exempel
- Norr Mälarstrands strandpromenad
- Rålambshovsparken
- Fredhällsparken
- Tegnérlunden
- Tengdahlsparken